# Perkebunan Padang Pulau
Perkebunan Padang Pulau is een bestuurslaag in het regentschap Asahan van de provincie Noord-Sumatra, Indonesië. Perkebunan Padang Pulau telt 507 inwoners (volkstelling 2010).